# John Payne
John Howard Payne (Roanoke, 28 maggio 1912 – Malibù, 6 dicembre 1989) è stato un attore statunitense.

## Biografia
Figlio di un agente di commercio e di un soprano (il cui padre fu il compositore della celebre canzone Home Sweet Home), Payne visse con la famiglia a Fort Lewis (Virginia), una residenza poi dichiarata patrimonio storico nazionale, che andò distrutta in un incendio alla fine degli anni cinquanta. Dopo aver frequentato il Roanoke College, all'inizio degli anni trenta si iscrisse alla Columbia University per frequentare i corsi di arte drammatica, e studiò canto alla Juilliard School. Per mantenersi agli studi esercitò i più svariati mestieri, tra cui l'istitutore, il lift, il prestigiatore, lo scrittore di racconti, il cantante di vaudeville e, nel 1934, entrò a far parte della compagnia teatrale Schubert, che seguì in tournée attraverso gli Stati Uniti in rappresentazioni di repertorio.
Dopo aver ottenuto diverse scritture come cantante in programmi radiofonici a New York, nel 1936 venne scoperto da un talent scout e messo sotto contratto dal produttore Samuel Goldwyn, che lo inserì nel cast del film drammatico Infedeltà (1937) di William Wyler, dove l'attore apparve nei titoli come "John Howard Payne". Fino al 1940 lavorò per diversi Studios, quindi firmò un nuovo contratto con la Twentieth Century Fox. Grazie alle sue doti canore e al suo fisico atletico, per alcuni anni Payne fu la star maschile della Fox, per la quale interpretò numerose commedie musicali, quali Serenata a Vallechiara (1941), In montagna sarò tua (1942), Vecchia San Francisco (1943), formando di volta in volta coppia con celebri attrici quali Alice Faye, Betty Grable, Sonja Henie.
La sua carriera ebbe una svolta nel 1946, grazie al ruolo di Gray Maturin nel film drammatico Il filo del rasoio, tratto dal romanzo di William Somerset Maugham, accanto a Tyrone Power e Gene Tierney. L'anno seguente Payne interpretò il ruolo dell'avvocato Fred Gailey nella commedia sentimentale Il miracolo della 34ª strada (1947), pellicola che ancora oggi è spesso riproposta dai palinsesti televisivi nelle programmazioni del periodo natalizio. Fu anche l'ultimo film interpretato dall'attore per la Fox, da cui fu licenziato subito dopo.
Payne fu molto attivo durante gli anni cinquanta, ma la sua carriera non approdò più a risultati degni di rilievo. L'attore cambiò la propria immagine, abbandonando definitivamente i ruoli leggeri, e apparve in numerose pellicole western e di genere avventuroso, ma di qualità piuttosto modesta e dirette da registi non di primissimo piano. Tra i migliori, sono da ricordare il western La campana ha suonato (1954), in cui interpretò la parte di un uomo onesto costretto a difendersi da accuse ingiuste, e La jungla dei temerari (1955), in cui fu antagonista di Ronald Reagan. Entrambi i film furono diretti da Allan Dwan.
Payne passò successivamente alla televisione, interpretando la serie western The Restless Gun, prodotta dal 1957 al 1959. Nel 1961 rimase ferito in un incidente stradale occorsogli a New York, riportando lesioni che richiesero un intervento di chirurgia plastica e due anni di cure prima della guarigione. Tra le prime apparizioni dopo l'incidente, è da segnalare quella nello show televisivo della CBS What's My Line?. Continuò a lavorare regolarmente per il piccolo schermo fino alla metà degli anni settanta: tra le sue interpretazioni, va ricordata quella nell'episodio Forgotten Lady (1975) nella serie Colombo, in cui recitò accanto a Janet Leigh.

## Vita privata
Dal primo matrimonio (1937-1943) con l'attrice Anne Shirley, Payne ebbe una figlia, Julie Anne (1940-2019). Nel 1944 si risposò con l'attrice Gloria DeHaven, da cui, nel 1945, ebbe Kathleen Hope e nel 1947 Thomas John. Dopo il divorzio nel 1951 dalla DeHaven, Payne si sposò per la terza volta nel 1953 con Alexandra Beryl Curtis. Il matrimonio durò fino alla morte dell'attore, avvenuta il 6 dicembre 1989, all'età di 77 anni, per un attacco di cuore.

## Filmografia

### Cinema
- Infedeltà (Dodsworth), regia di William Wyler (1936)
- Cappelli in aria (Hats Off), regia di Boris Petroff (1936)
- Fair Warning, regia di Norman Foster (1937)
- Love on Toast, regia di Ewald André Dupont (1937)
- Ritmi a scuola (College Swing), regia di Raoul Walsh (1938)
- Garden of the Moon, regia di Busby Berkeley (1938)
- Wings of the Navy, regia di Lloyd Bacon (1939)
- Indianapolis Speedway, regia di Lloyd Bacon (1939)
- Kid Nightingale, regia di George Amy (1939)
- The Royal Rodeo, regia di George Amy (1939)
- La via delle stelle (Star Dust), regia di Walter Lang (1940)
- Kings of the Lumberjacks, regia di William Clemens (1940)
- Tear Gas Squad, regia di Terry O. Morse (1940)
- Maryland, regia di Henry King (1940)
- The Great Profile, regia di Walter Lang (1940)
- Una notte a Broadway (Tin Pan Alley), regia di Walter Lang (1940)
- Addio Broadway! (The Great American Broadcast), regia di Archie Mayo (1941)
- Serenata a Vallechiara (Sun Valley Serenade), regia di Bruce H. Humberstone (1941)
- Tre settimane d'amore (Week-End in Havana), regia di Walter Lang (1941)
- Echi di gioventù (Remember the Day), regia di Henry King (1941)
- Verso le coste di Tripoli (To the Shores of Tripoli), regia di Bruce H. Humberstone (1942)
- Baci carezze e pugni (Footlight Serenade), regia di Gregory Ratoff (1942)
- Tra le nevi sarò tua (Iceland), regia di Bruce H. Humberstone (1942)
- In montagna sarò tua (Springtime in the Rockies), regia di Irving Rapper (1942)
- Vecchia San Francisco (Hello Frisco, Hello), regia di Bruce H. Humberstone (1943)
- Donne e diamanti (The Dolly Sisters), regia di Irving Cummings (1945)
- Wake Up and Dream, regia di Lloyd Bacon (1946)
- Non dirmi addio (Sentimental Journey), regia di Walter Lang (1946)
- Il filo del rasoio (The Razor's Edge), regia di Edmund Goulding (1946)
- Il miracolo della 34ª strada (Miracle on 34th Street), regia di George Seaton (1948)
- Ladri in guanti gialli (Larceny), regia di George Sherman (1948)
- Suggestione (The Saxon Charme), regia di Claude Binyon (1948)
- El Paso, regia di Lewis R. Foster (1949)
- Incrocio pericoloso (The Crooked Way), regia di Robert Florey (1949)
- Capitan Cina (Captain China), regia di Lewis R. Foster (1950)
- L'aquila e il falco (The Eagle and the Hawk), regia di Lewis R. Foster (1950)
- La strada del mistero (Mystery Street), regia di John Sturges (1950) (non accreditato)
- I conquistatori della Sirte (Tripoli), regia di Will Price (1950)
- El gringo (Passage West), regia di Lewis R. Foster (1951)
- Il tesoro del fiume sacro (Crosswinds), regia di Lewis R. Foster (1951)
- L'oro dei Caraibi (Caribbean), regia di Edward Ludwig (1952)
- Il quarto uomo (Kansas City Confidential), regia di Phil Karlson (1952)
- L'urlo della foresta (The Blazing Forest), regia di Edward Ludwig (1952)
- I pirati dei sette mari (Raiders of the Seven Seas), regia di Sidney Salkow (1953)
- La primula rossa del Sud (The Vanquished), regia di Edward Ludwig (1953)
- Non cercate l'assassino (99 River Street), regia di Phil Karlson (1953)
- Gli avvoltoi della strada ferrata (Rails into Laramie), regia di Jesse Hibbs (1954)
- La campana ha suonato (Silver Lode), regia di Allan Dwan (1954)
- Il demone dell'isola (Hell's Island), regia di Phil Karlson (1955)
- Satank, la freccia che uccide (Santa Fe Passage), regia di William Witney (1955)
- Sangue di Caino (The Road to Denver), regia di Joseph Kane (1955)
- La jungla dei temerari (Tennessee's Partner), regia di Allan Dwan (1955)
- Veneri rosse (Slightly Scarlet), regia di Allan Dwan (1956)
- L'ultimo bazooka tuona (Hold Back the Night), regia di Allan Dwan (1956)
- Il ribelle torna in città (Rebel in Town), regia di Alfred L. Werker (1956)
- Sfida alla città (The Boss), regia di Byron Haskin (1956)
- Uomini catapulta (Bailout at 43,000), regia di Francis D. Lyon (1957)
- Interpol squadra falsari (Hidden Fear), regia di André De Toth (1957)
- They Ran for Their Lives, regia di Oliver Drake (1968)

### Televisione
- Schlitz Playhouse of Stars – serie TV, 3 episodi (1951-1957)
- Nash Airflyte Theatre – serie TV, 1 episodio (1950)
- Robert Montgomery Presents – serie TV, 1 episodio (1953)
- The Best of Broadway – serie TV, 1 episodio (1954)
- General Electric Theater – serie TV, episodi 4x03-10x17 (1955-1962)
- Studio 57 – serie TV, 1 episodio (1956)
- I racconti del West (Zane Grey Theater) – serie TV, 1 episodio (1957)
- The Restless Gun – serie TV, 77 episodi (1957-1959)
- The Dick Powell Show – serie TV, episodio 2x09 (1962)
- Reporter alla ribalta (The Name of the Game) – serie TV, 1 episodio (1968)
- Gunsmoke – serie TV, 1 episodio (1970)
- Lo sceriffo del sud (Cade's County) – serie TV, 1 episodio (1971)
- Colombo (Columbo) – serie TV, episodio 5x1 (1975)

## Doppiatori italiani
Nelle versioni in italiano dei suoi film, John Payne è stato doppiato da:
- Giulio Panicali in Verso le coste di Tripoli, Tra le nevi sarò tua, Ladri in guanti gialli, L'aquila e il falco, I pirati dei sette mari, La primula rossa del Sud, Satank, la freccia che uccide
- Emilio Cigoli in Il filo del rasoio, L'ultimo bazooka tuona
- Gualtiero De Angelis in El Paso, Il miracolo della 34ª strada
- Mario Pisu in In montagna sarò sua
- Ivo Garrani in Non cercate l'assassino
- Giuseppe Rinaldi in Su un'isola con te
- Stefano Sibaldi in La jungla dei temerari
- Renato Turi in I conquistatori della Sirte (ridoppiaggio)
- Gino La Monica in Infedeltà (ridoppiaggio)
- Paolo Poiret in Il miracolo della 34ª strada (ridoppiaggio)